# Will Skelton
William R.J. Skelton (Auckland, 3 de mayo de 1992) es un jugador australiano de rugby nacido en Nueva Zelanda, que se desempeña como segunda línea y juega en Stade Rochelais del Top 14.

## Selección nacional
Fue convocado a los Wallabies por primera vez en junio de 2014 para enfrentar a Les Bleus, fue titular y marcó el primer try de la victoria 39–13. En total lleva 18 partidos jugados y marcó 10 puntos, productos de dos tries.

### Participaciones en Copas del Mundo
Participó del mundial de Inglaterra 2015 donde fue suplente de Kane Douglas en el primer partido, jugó de titular ante los Teros y se lesionó de gravedad. Se perdería del resto del torneo ya que fue reemplazado por Sam Carter, finalmente el seleccionado australiano resultó subcampeón.
| Mundial                       | Sede       | Resultado  | PJ | Tries |
| ----------------------------- | ---------- | ---------- | -- | ----- |
| Copa Mundial de Rugby de 2015 | Inglaterra | Subcampeón | 2  | 0     |

## Palmarés
- Campeón de The Rugby Championship de 2015.
- Campeón del Super Rugby de 2014.
- Campeón de la Premiership Rugby de 2017–18.